# Santa Lucia di Serino
Santa Lucia di Serino là một đô thị (commune) thuộc tỉnh Avellino trong vùng Campania của Ý. Santa Lucia di Serino có diện tích 3 km2, dân số là 1513 người (thời điểm ngày 1 tháng 5 năm 2009). 